# تراندوئیل
تراندوئیل (به انگلیسی: Thranduil) نام یک شخصیت خیالی در رشته‌افسانه‌های تالکین در سرزمین میانه است. او برای اولین بار به عنوان یک شخصیت مکمل در هابیت ظاهر می‌شود، همچنین در ارباب حلقه‌ها، سیلماریلیون و افسانه‌های ناتمام هم به او اشاره شده است. تاج تراندوئیل در پاییز از برگ‌های قرمز و سته ساخته شده است، او در بهار تاجی همانند پاییز دارد با این تفاوت که از گل‌های بهاری ساخته شده است.او یک الف سیندار است. و همانند دیگر سیندارها، ریش ندارد، بلندقد است و چشمانی تیره (خاکستری) دارد. نام تراندوئیل در زبان سیندارها به معنی «بهار خشن» است. او سه سال بعد از جنگ حلقه به سرزمین جاودان رفت.

## زندگی
تراندوئیل یک سیندار یا الف خاکستری بود. زادروز و زادگاه او در داستان نیامده اما احتمالاً در بلریاند و در دورهٔ نخست سرزمین میانی به دنیا آمد. در پایان دورهٔ نخست سرزمین میانی و در پی نابودی بیشتر بخش‌های بلریاند در اثر جنگ خشم بسیاری از سیندارها به شرق سرزمین میانی مهاجرت کردند. آنها با گذر از کوه‌های مه آلود (Misty Mountain) با جمعی الف‌های جنگلی روبرو می‌شوند که در جنگل‌های پیرامون رود آندوئیل زندگی می‌کنند. سیندارها از سوی الف‌های جنگلی پذیرفته می‌شوند و حتی برخی از آن‌ها به فرمانروایی الف‌های جنگلی گماشته می‌شوند. یکی از سیندارهایی که به فرمانروایی برگزیده شد اُرُوفر پدر تراندوئیل است که بر بخش‌های جنوبی جنگل سبز بزرگ یا گرینوود بزرگ فرمانروایی می‌کند که در آینده به نام میرک‌وود شناخته می‌شود.
تراندوئیل در جریان جنگ حلقه برای کمک به همپیمانانش هر چه در توان داشت انجام داد حتی برپایهٔ گذشتهٔ حلقه یگانه برای مدتی گالوم را در سیاهچال نگه داشت تا گندالف از او بازجویی کند. اما گالوم خیلی زود با کمک اُرک‌ها از زندان فرار کرد، تراندوئیل هم پسرش لگولاس را به ریوندل فرستاد تا در جلسهٔ مشورتی الروند با گندالف در رابطه با فرار گالوم و دیگر مسائل شرکت کند. تراندوئیل و مردمانش در برابر نیروهای سائورون ایستادند، تراندوئیل بعد از شکست سائورون به سمت قلعه قدیمی میرک وود(سیاه بیشه) لشگر کشید و دولگلدور قلعه قدیمی متروک را که مکان تجمع نیروهای تاریکی بود برای همیشه نابود و با خاک یکسان کرد و از آن به بعد نام آن منطقه به گرین وود یا همان سبز بیشه تغیر یافت و تحت حاکمیت الف های جنگلی که تحت حکومت تراندوئیل بود درآمد.